# ۸۰۰ (قمری)
۸۰۰ (قمری)، هشتصدمین سال در گاهشماری هجری قمری است. اول محرم این سال برابر با دوم اکتبر سال ۱۳۹۷ میلادی است.

## وابسته
- مرینیان